# 极氪001
极氪001是吉利控股集团旗下极氪生产的第一款电动汽车，于2021年10月在中国大陆发布，并于2023年在欧洲发布。

## 历史
极氪001于2021年4月在上海国际汽车工业博览会上亮相，该车型原先计划以姊妹品牌领克名义推出。2021年10月19日，极氪001在宁波杭州湾极氪智慧工厂下线，首批50辆于10月23日开始交付，实现在中国大陆的上市。
2023年下半年，欧洲版极氪001从宁波杭州湾极氪智慧工厂出厂后发往欧洲，并在荷兰、瑞典完成交付。

## 特征

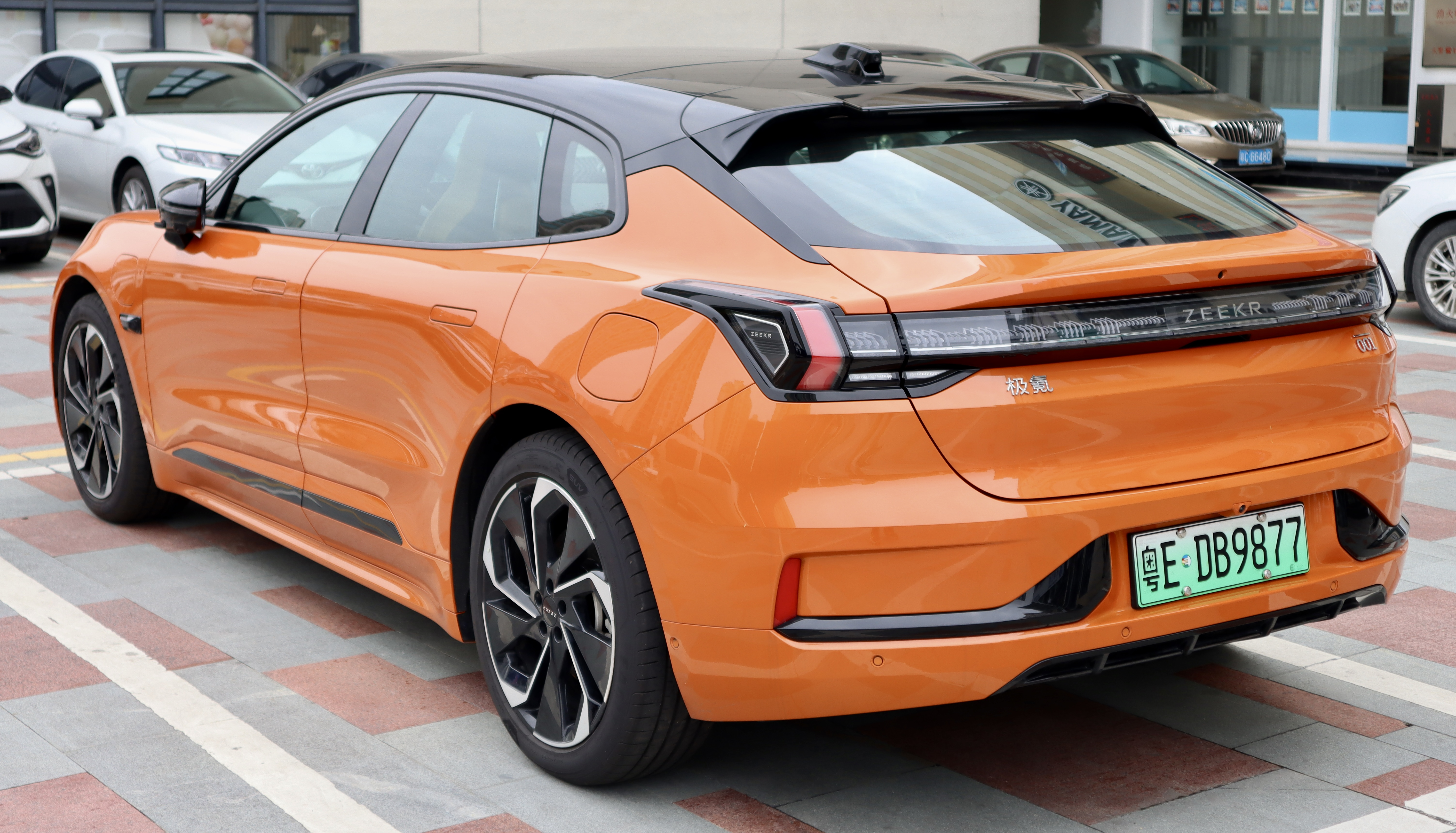
极氪001后侧

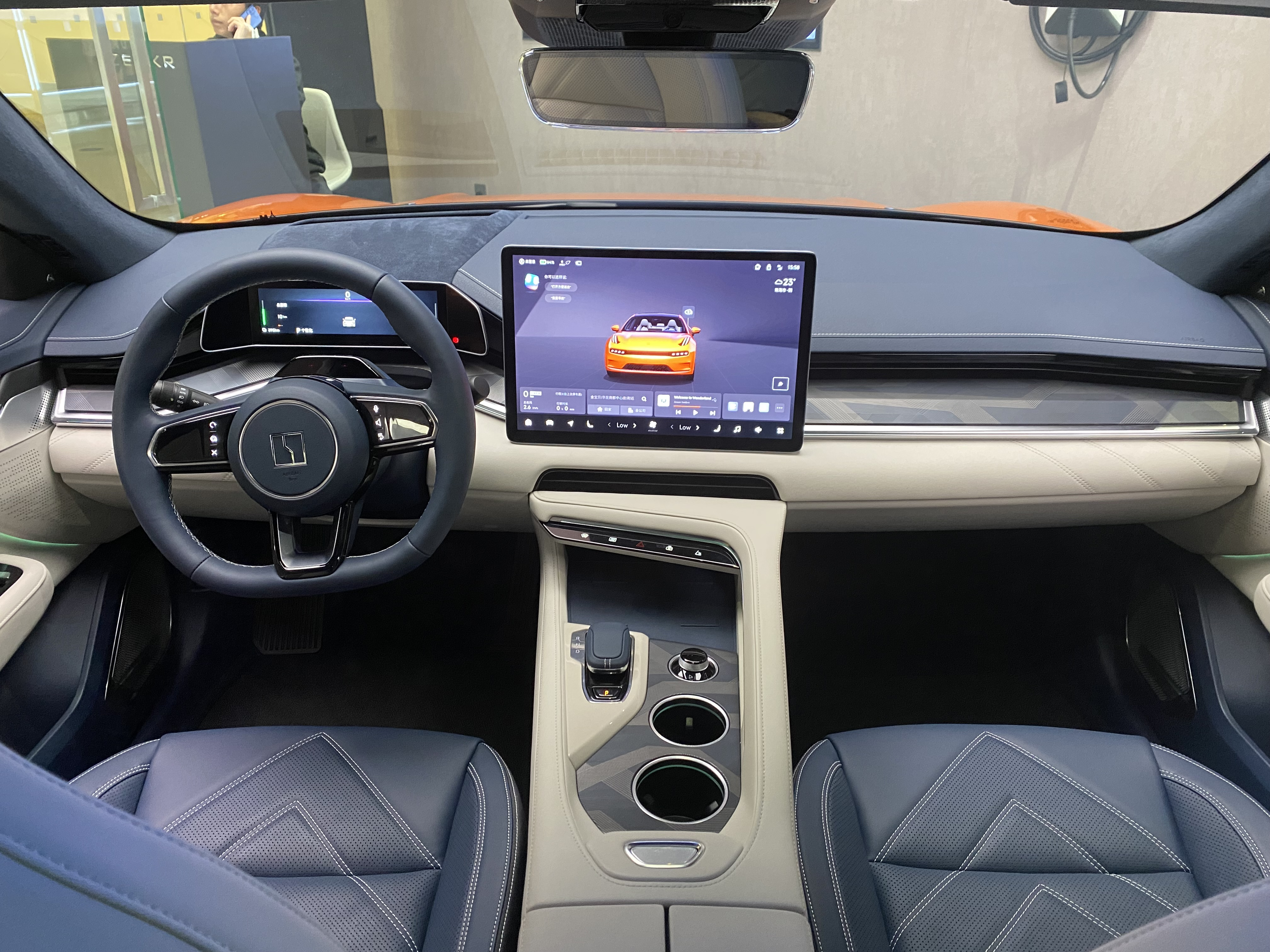
极氪001内饰

### 性能
极氪001的部分型号采用双电动机设计（即前轴与后轴均配有电动机），最大功率536 hp（400 kW；543 PS），最大扭矩700 N·m（516 lb·ft），百公里加速3.8秒，最高时速200 km/h（124 mph），30分钟最大功率输出相当于177 hp（132 kW；179 PS）。极氪宣称001充满电后可实现700 km（435 mi）续航，充电5分钟可续航120 km（75 mi）。

### 内饰与硬件
极氪001车机系统搭载骁龙820A Prem芯片，采用15.4英寸悬浮式中控大屏。极氪001的智能驾驶模块则是两块EQ5H芯片组成的高算力自动驾驶控制器，由中国智能驾驶公司知行科技和Mobileye联合开发。

### 版本更新
2023年1月，极氪001推出2023版，新版本的电机由日本电装电机替换为吉利子公司生产的电机，同时在配置方面进行优化升级。2023版极氪001亦提供“千里续航套装”，WE版100kWh可改配宁德时代研制的140kWh麒麟电池，改配后综合工况续航里程可达1032km。惟该套装为限量销售，中国大陆仅发售1000套。
2024年2月27日，极氪001推出2024版，新车型的外观与内饰参考001 FR的风格，在车顶增加一颗激光雷达，车头造型略有变化。
2024年8月13日，极氪再发布2025版极氪001。除低配车型继续使用Mobileye智能驾驶方案外，其余配置改为使用极氪自研的浩瀚智能驾驶系统。不过不到半年便发布改款引发部分近期购入2024版的老车主不满，一些车主更前往极氪门店和总部维权抗议。极氪对此回应称，旧款车型无法升级浩瀚架构，但会持续为Mobileye方案智驾系统提供更新，同时将为老车主提供1万元的购车抵用券。由于2024年内用户所购买到的极氪001可能有2023款、2024款或2025款三个版本，极氪的产品更新频率被网民戏称“一年磨三剑”。

## 极氪001 FR

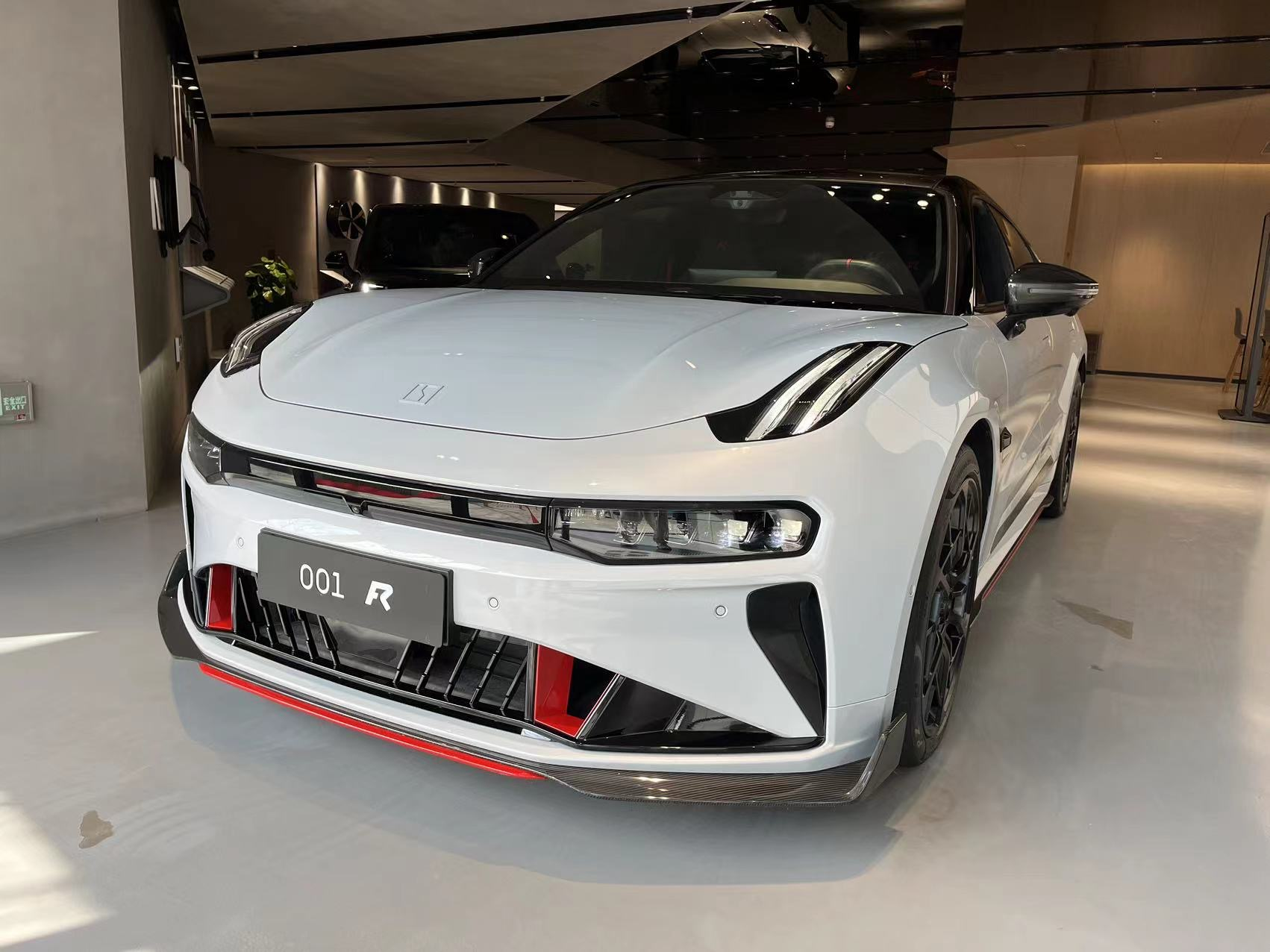
极氪001 FR

2023年10月27日，极氪推出该车的轿跑版本极氪001 FR，首次采用四电机分布式电驱四轮驱动的动力系统，可实现1,248 hp（931 kW；1,265 PS）的输出，并配备赛道级制动器和悬架、碳纤维部件，支持“坦克转向模式”与“弹射模式”。极氪001 FR搭载基于800V平台的100kWh麒麟电池，同时引入F1冠军基米·莱科宁参与研发的“莱科宁模式”。

## 销量
极氪001于2021年10月发布时销量（交付至客户）为199辆，至11月为2,012辆。2022年10月，极氪001实现10,119辆的销量，创下中国大陆首个实现单车型月度交付破万的国产品牌纯电豪华车纪录，一度是30万以上中国国产品牌纯电车型的销量冠军。至2023年10月，累计交付量超过16万辆。2024年3月30日，极氪宣布，全新极氪001（2024款）上市首月累计预定量突破3万辆。

## 荣誉
极氪001于2022年11月获得由中华人民共和国工业和信息化部颁发的2022年中国优秀工业设计奖银奖。

## 相关纪录
极氪001曾于2022年6月创下两个吉尼斯世界纪录，第一项是创下电动汽车最快漂移纪录每小时208公里；第二项是电动汽车在49.05秒内完成50个锥体的绕桩。同年12月，极氪001再次两度创下纪录，分别是冰面绕桩最快速度（67.92秒）和60秒冰面漂移圈数最多（11圈）。2023年9月26日，搭载“千里续航套装”的极氪001单次充电行驶距离达到907.623公里，为第五次创造吉尼斯世界纪录。

## 事故
2023年1月19日晚，浙江省温州市发生—起极氪001着火事故，极氪官方表示事发现场附近有居民燃放烟花爆竹，地面上有烟花爆竹燃放后的残留物。但未有人员伤亡，且车辆电池正常。
2024年2月4日，浙江省绍兴市某商业区停放的极氪001发生火灾，经调查车辆电池底板有破损，且有铝件融化后漏出的冷凝痕迹。在此前的2023年4月和9月，极氪001分别在西安和芜湖发生起火事故。